# Mantiel
Mantiel ist ein Ort und eine Gemeinde (municipio) mit 31 Einwohnern (Stand: 2024) im Südwesten der Provinz Guadalajara in der Autonomen Gemeinschaft Kastilien-La Mancha in Zentralspanien.

## Lage und Klima
Mantiel liegt in einer Höhe von ca. 945 m in der Kulturlandschaft der Alcarria. Die Entfernung zur westlich gelegenen Provinzhauptstadt Guadalajara beträgt etwa 53 Kilometer (Fahrtstrecke). Im Westen der Gemeinde wird der Tajo zum Entrepeñas-Stausee aufgestaut. Das Klima ist gemäßigt bis warm; Regen fällt übers Jahr verteilt.

## Bevölkerungsentwicklung
| Jahr      | 1970 | 1981 | 1991 | 2001 | 2011 | 2021 |
| Einwohner | 80   | 24   | 69   | 94   | 60   | 31   |

## Sehenswürdigkeiten
- Marienkirche

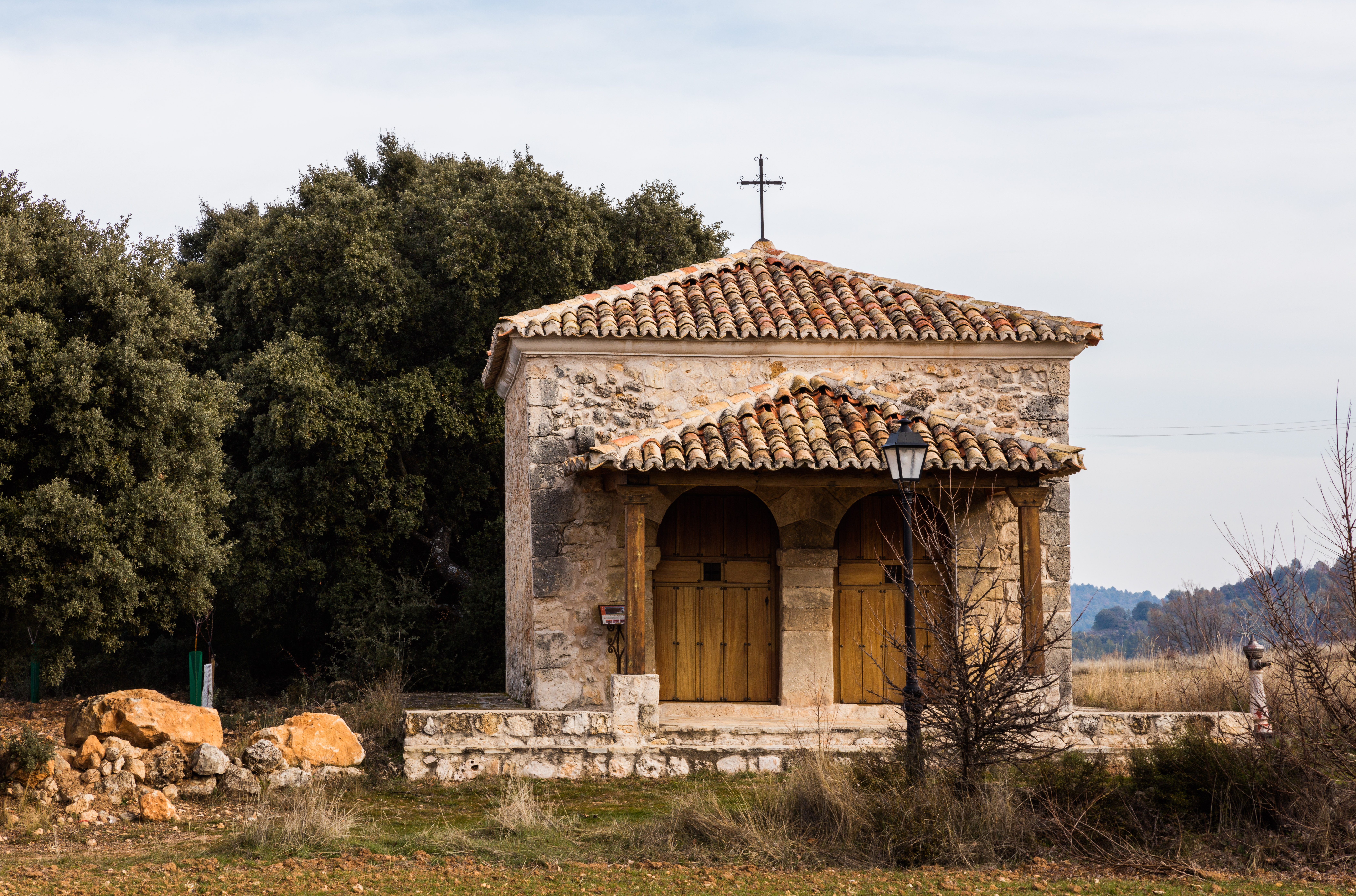
Rochuskapelle

- Rochuskapelle